# Reino da Sardenha
O Reino da Sardenha foi um Estado nacional situado na Europa meridional que existiu entre 1297 e 1861 quando foi legalmente substituído pelo Reino de Itália.
Teve início formalmente em Roma — na antiga Basílica de São Pedro — em 4 de abril de 1297, quando o papa Bonifácio VIII, para resolver a disputa entre os condes de Anjou e a coroa de Aragão, investiu o rei de Aragão como jus invadendi sobre a Sardenha e a Córsega. O reino da Sardenha e Córsega foi o precursor do Reino de Itália.

## O Estado Sardo
Em 4 de abril de 1297 nasce um Estado verdadeiro e próprio, com um território bem definido, com um povo, e um vínculo jurídico, mas ainda "imperfeito", porque ainda não dotado de suprema autonomia, ou seja da faculdade de estipular autonomamente tratados internacionais. O Reino da Sardenha fazia parte do variado complexo de Estados que formavam a Coroa de Aragão e, de 1479 em diante, a Coroa de Espanha.  Torna-se unitário somente em 1420, quando os aragoneses, derrotado definitivamente o Judicato de Arborea, último a capitular, incorporaram seu território.
Todavia, foi somente com os Saboia, em 1720, que o Estado torna-se soberano e "perfeito" e foi também ampliado territorialmente com Estados hereditários dessa dinastia:
- o Ducado de Saboia;
- o Principado de Piemonte com os ducados de Aosta e de Monferrato;
- a Senhoria de Vercelli;
- os condados de Nice e de Asti;
- a Marca de Saluzzo; e
- parte do Ducado de Milão.

Com estas anexações, o reino torna-se um Estado "composto", formado da união de mais Estados, unidos sob a coroa do rei da Sardenha.

## O Reino da Sardenha

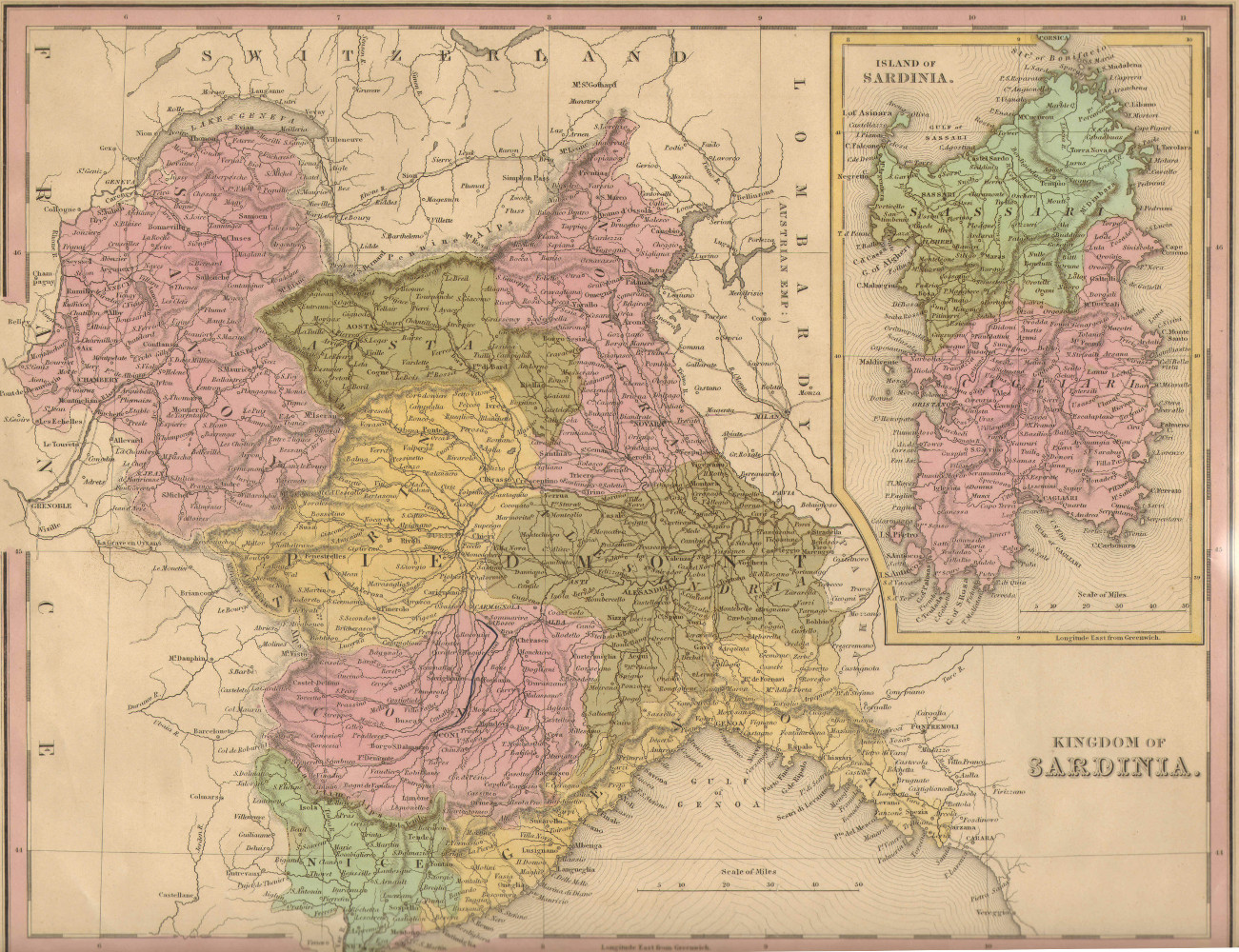
Territórios do Reino da Sardenha em 1839.

O Tratado de Londres estabeleceu, entre outras coisas, que Vítor Amadeu II de Saboia cedesse o Reino da Sicília à Áustria em troca da Sardenha.
Para atender o Tratado de Londres, foi assinado em Haia, em 8 de agosto de 1720 o acordo que sancionava a passagem do Reino de Sardenha aos Saboia.
O título real foi, para a família Saboia, a realização de um objetivo antiquíssimo, perseguido com constância e tenacidade através dos séculos.
Daquela data em diante, todos os Estados pertencentes à Casa de Saboia formariam o Reino da Sardenha  ou "Reino Sardo": a administração estatal utilizaria o adjetivo "sardo", onde necessário, para todos os atos do reino e a cidadania dos súditos seria a "sarda", até quando foi substituída pelo termo "italiana", em 1861.

## A expansão territorial do Reino da Sardenha entre 1324 e 1720

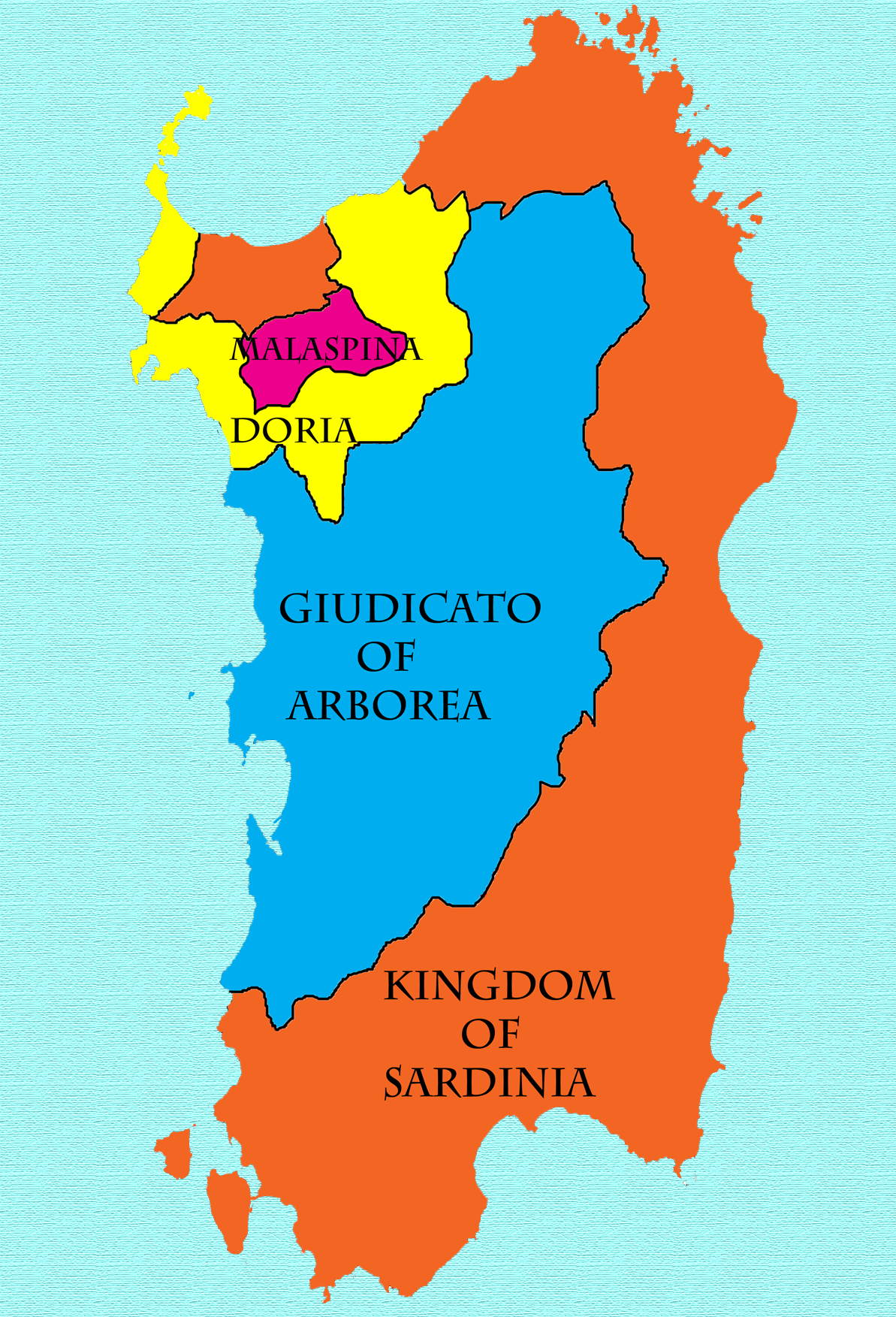
De 1324 a 1368 (em laranja)
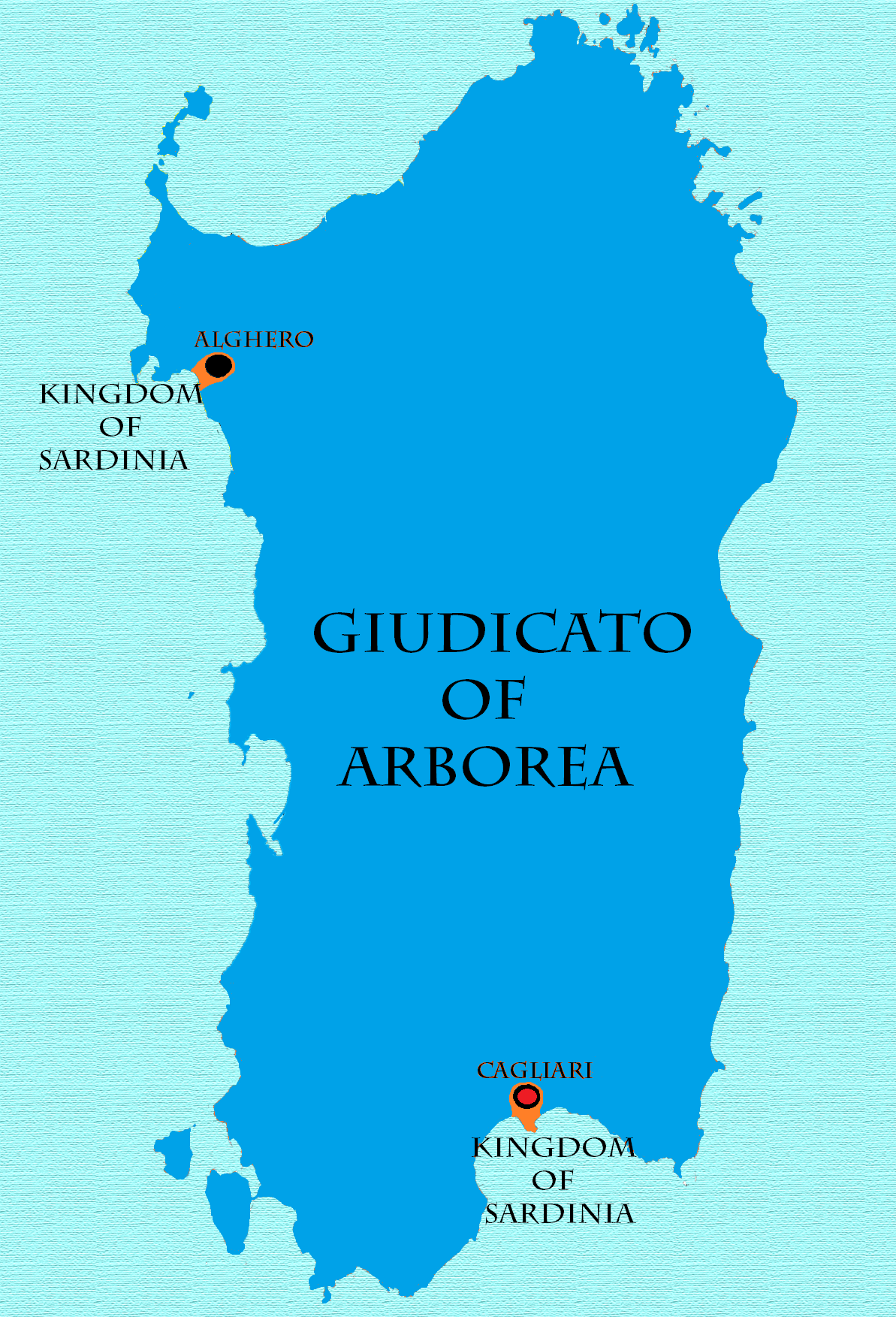
De 1368 a 1388 e de 1392 a 1409
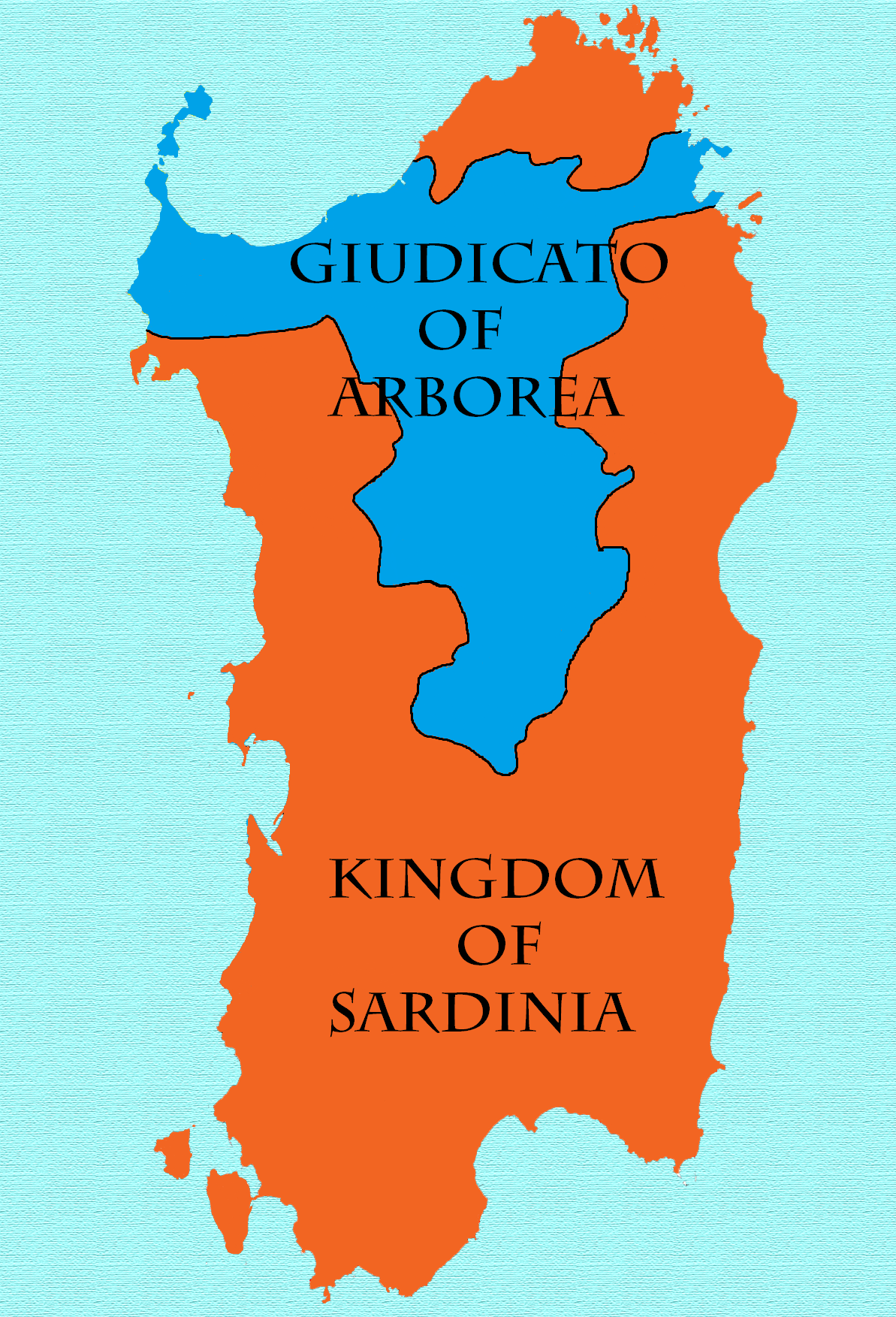
De 1410 a 1420
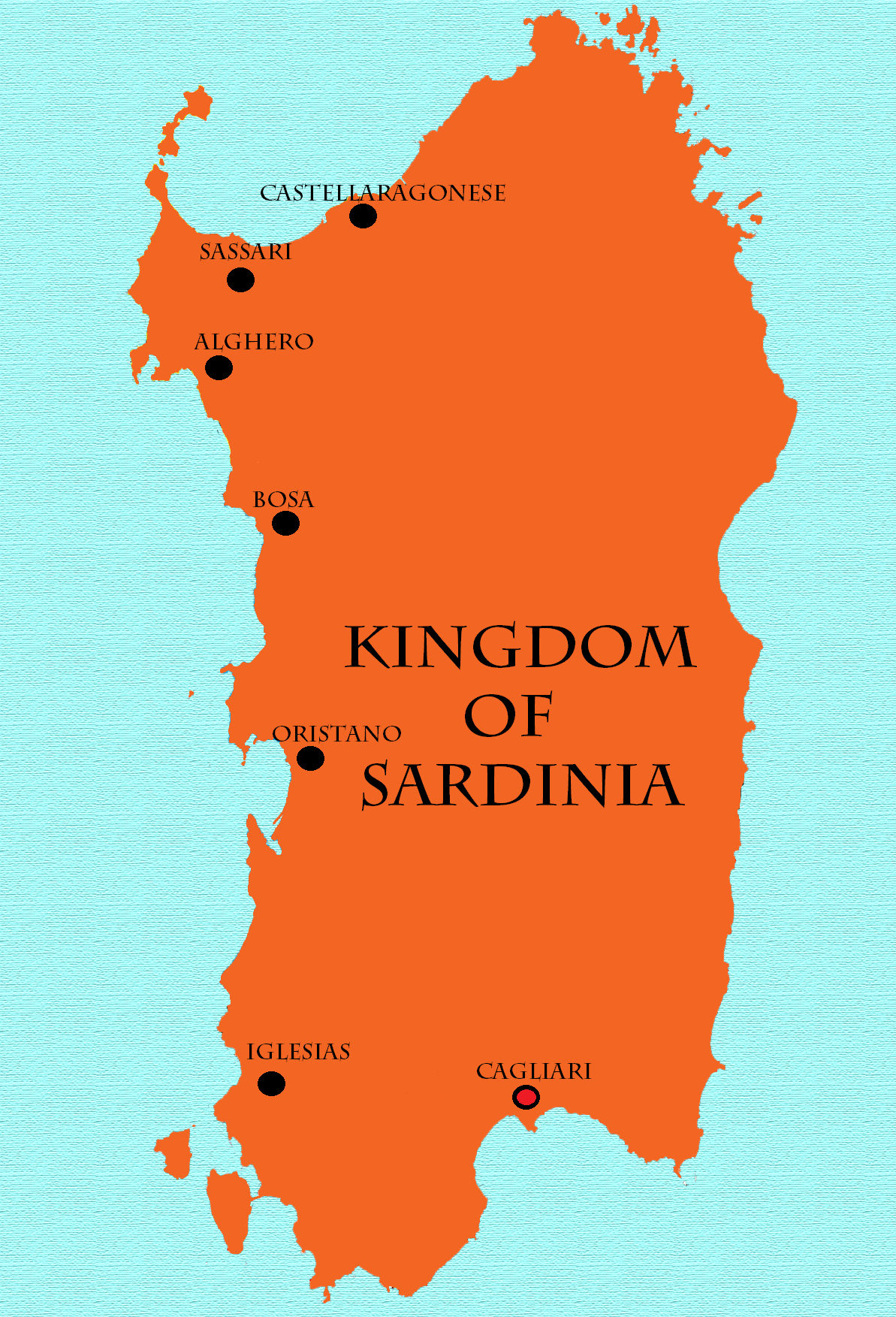
De 1448 a 1720 (excluído o arquipélago de Maddalena)

## A união de Sardenha e Piemonte como um único reino

Em 1848, as tropas sardas combateram, pela primeira vez, com a bandeira tricolor.

Em 29 de novembro de 1847, os sardos, espontaneamente, renunciaram à sua antiga autonomia política, aceitando em 3 de dezembro de 1847, a fusão com os outros Estados do continente. Daquele momento em diante, o reino, de "composto" torna-se novamente "unitário", com um só povo, um só território e um único poder público. Com a fusão, deixou de existir o parlamento sardo.
Em 4 de março de 1848, Carlos Alberto da Sardenha, do Palácio Real de Turim, promulgou o "Estatuto Fundamental do Reino" através do qual o poder legislativo era exercido pelo Rei e pelas duas câmaras: o senado, composta de pessoas nominadas vitaliciamente pelo soberano, e a eletiva, formada de deputados eleitos no colégio eleitoral.

## A unificação italiana
Em 17 de março de 1861, com a unificação italiana (faltavam ainda Roma e Veneza), com a lei 4671 de 17 de março de 1861, o rei Vítor Emanuel II proclamou o Reino de Itália, assumindo por si e por seus sucessores, o título de Rei de Itália.
Segundo os estudiosos constitucionalistas, não existiu a constituição ex-novo de uma entidade política estatal: o apelativo de Reino de Itália foi somente o novo nome assumido pelo Estado Sardo para adequar-se à nova situação criada com as anexações de 1859 e de 1860 e o atual Estado italiano não é outro que o antigo Reino de Sardenha.[carece de fontes?]

Itália em 1796
Itália em 1843
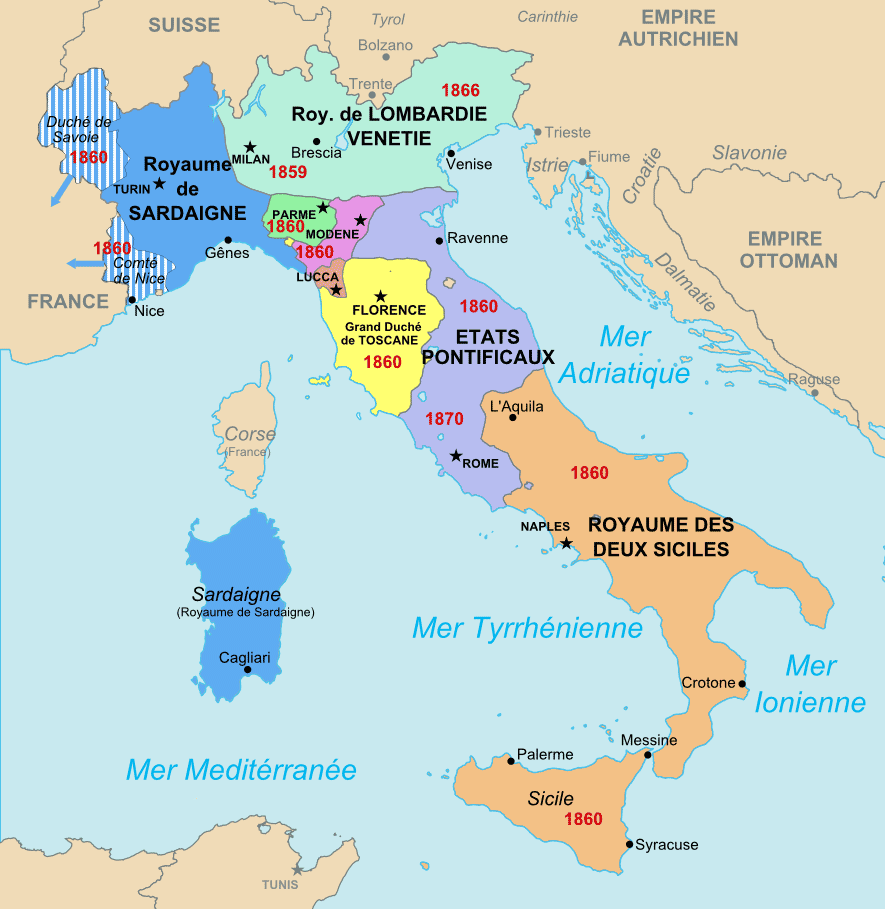
Unificação italiana e anexação francesa de Nice e Saboia 1860

## Brasões e bandeiras históricas do Reino de Sardenha

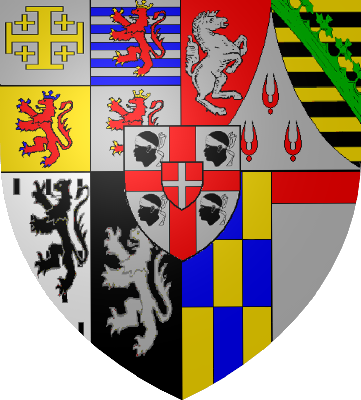
1720
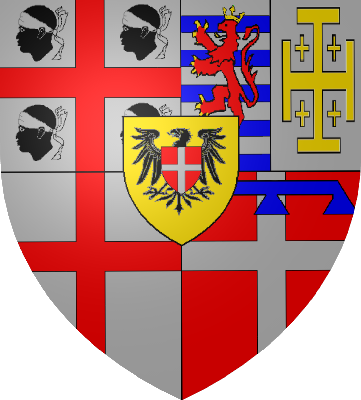
1815
1831

1718 - 1783
1783 - 1848
1848 - 1861